# محمد حسین طنطاوی
فیلدمارشال (مشیر) محمد حسین طنطاوی سلیمان (زادهٔ ۳۱ اکتبر ۱۹۳۵ – درگذشتهٔ ۲۱ سپتامبر ۲۰۲۱) فیلدمارشال ارتش مصر، فرماندهِ سابق نیروهای مسلح مصر و رئیس سابق شورای عالی نظامی مصر بود و در فاصلهٔ استعفای حسنی مبارک و ریاست جمهوری محمد مرسی به عنوان رئیس‌جمهور موقت مصر تعیین شده و کمال جنزوری را به عنوان نخست‌وزیر تعیین نمود. طنطاوی از سال ۱۹۹۱ تا زمان بازنشستگی در ۱۲ اوت ۲۰۱۲ وزیر دفاع و تولیدات نظامی دولت مصر هم بود.